# Atherigona johannis
Atherigona johannis este o specie de muște din genul Atherigona, familia Muscidae, descrisă de Adrian C. Pont în anul 1981. Conform Catalogue of Life specia Atherigona johannis nu are subspecii cunoscute.